# Pierre Foissac
Pour les articles homonymes, voir Foissac.
Pierre Foissac, né le 6 décembre 1801 à Albas dans le Lot et mort le 2 novembre 1886 à son domicile dans le 8e arrondissement de Paris, est un médecin hygiéniste, médecin en chef de la Maison d'éducation de la Légion d'honneur de Saint-Denis.
Il fut adjoint au maire du 1er arrondissement. Il fonda la Société médicale du 1er arrondissement.
Il est essentiellement connu pour son travail sur l'influence du temps climatique sur l'homme, et est en cela l'un des précurseurs hygiénistes de l'étude météorologique, qui se développe dans la seconde moitié du XIXe siècle.
Il a été membre de la Société Météorologique de France et en a été elu secrétaire en 1858, aux côtés d'Emmanuel Liais.

## Anecdote
Friedrich Nietzsche a commandé et cite un des livres de météorologie de Foissac traduit en allemand dans deux lettres à Franz Overbeck.

## Œuvres
- De la météorologie dans ses rapports avec la science de l'homme et principalement avec l'hygiène publique, 2 vol. (508, 520 p.), Édition : Paris : J.-B. Baillière , 1854;
- De l'influence des climats sur l'homme, 1 vol. (424 p.), Édition : Paris : J.-B. Baillière , 1837
- De l'influence des climats sur l'homme et des agents physiques sur le moral, 2 vol. (VII-649, 631 p.), Édition : Paris : J.-B. Baillière et fils , 1867
- Expériences publiques sur le magnétisme animal, faites à l'Hôtel-Dieu de Paris, IV-136 p., Édition : Paris : l'auteur , 1826, Jean Du Potet de Sennevoy (1796-1881), Pierre Foissac (1801-1886), Henri-Marie Husson (1772-1853)
- Hygiène des saisons, 1 vol. (275 p.), Édition : Paris : J.-B. Baillière et fils , 1884
- La longévité humaine, ou L'art de conserver la santé et de prolonger la vie, 1 vol. (567 p.), Édition : Paris : J.-B. Baillière et fils , 1873
- Le matérialisme et le spiritualisme scientifiques, ou Les localisations cérébrales, 2e éd. rev. et considérablement augm., VII-322 p., Édition : Paris : J.-B. Baillière et fils , 1881
- Mémoire sur le magnétisme animal, adressé à messieurs les membres de l'Académie des sciences et de l'Académie royale de médecine; 10 p., Édition : Paris : impr. de Didot le jeune , 1825
- Mélanges médico-psychologiques, Notice biographique sur le docteur Cerise. - [1], 1 vol. (XXII-447 p.), Édition : Paris : G. Masson , 1872
- Notice sur les propriétés médicales des eaux de Loëche, principalement dans les scrophules, les dartres, les rhumatismes et plusieurs espèces de maladies nerveuses; 1 vol. (69 p.), Édition : Paris : J.-B. Baillière , 1836
- Les trois fléaux, le choléra épidémique, la fièvre jaune et la peste, 1 vol. (VI-167 p.), Édition : Paris : J.-B. Baillière et fils , 1865, Auteur du texte : Pierre Foissac (1801-1886)
- De l'influence du moral sur le physique, mémoire lu à l'Académie des sciences morales et politiques, 63 p.; Édition : Paris : J.-B. Baillière , 1857
- La Chance ou la destinée, J.-B. Baillière (1876)
- Hygiène philosophique de l'âme, J.-B. Baillière (1863)
- Les Localisations cérébrales, ou la Tête de Bichat devant la Société anthropologique, J.-B. Baillière et fils (1878)